# Amand-Narcisse Masson de Saint-Amand
Amand-Narcisse Masson de Saint-Amand, né le 22 ventôse an II à Paris 2e et mort le 26 mars 1832 à Paris 1er, est un historien local français.

## Biographie
Fils d’Amand-Claude Masson, Masson est sorti, à la fin de 1812, de l’école militaire de Saint-Cyr, pour faire les dernières campagnes de l’armée en Allemagne.
Revenu en France, il a été grièvement blessé à la tête pendant la campagne de 1814, à la bataille de Fère-Champenoise. Parvenu au grade de capitaine, il a été obligé de quitter le service, déjà membre de la légion d’honneur.
Après la révolution de 1830, il a été nommé sous-préfet à Largentière. En congé à Paris, pour raisons de santé, en 1832, il y a succombé.

## Publications
- Promenade de Paris à l’ancien château royal du Jard, berceau de Philippe-Auguste : avec des notes historiques et instructives sur tous les villages, édifices, châteaux, forteresses, etc. qui se trouvent sur cette route, Paris, Dufriche, 1824, xi, 211, in-12 (OCLC 10994908, lire en ligne sur Gallica).
- Lettres d’un voyageur à l’embouchure de la Seine : contenant des détails historiques, anecdotiques et statistiques sur les contrées de la Normandie connues sous le nom de pays de Caux, de Lieuvin et de Roumois, dans les départemens de la Seine-Inférieure, du Calvados et de l’Eure, Paris, Guibert, 1828, iv-280, in-8° (OCLC 1254639540, lire en ligne sur Gallica).